# Lechaio
Lechaio  este un oraș în Grecia în prefectura Corintia.